# Stadion im. Eduarda Strielcowa
Stadion im. Eduarda Strielcowa – stadion piłkarski w Moskwie. Na stadionie swoje mecze domowe rozgrywała drużyna FK Moskwa. 

## Historia
Stadion został zbudowany w 1959 roku a jego oryginalna pojemność wynosiła 16 000 miejsc. W latach 1978–1996 stadion był miejscem rozgrywania spotkań innej moskiewskiej drużyny, Torpedo Moskwa i nazywał się Stadion Torpedo. W 1979 po raz pierwszy w Rosji został zamontowany system podgrzewanej murawy. 
Po ostatniej modernizacji pojemność stadionu wynosi 13 200 miejsc. Od 21 lipca 1997 stadion nosi imię byłego zawodnika Torpedo, Eduarda Strielcowa. W końcu 2005 nowi właściciele klubu FK Moskwa wykupili stadion od zakładu „ZiL”. Od tego czasu w nazwie zniknęło słowo „Torpedo”. Po zreformowaniu FK Moskwa, w 2010 stadion ponownie został domową areną klubu Torpiedo Moskwa.